# Tag des Grüns
Der Tag des Grüns (jap. 緑の日, Midori no Hi) ist ein japanischer Feiertag, der zwischen 1989 und 2006 am 29. April gefeiert wurde und der seit 2007 am 4. Mai gefeiert wird.

## Ursprung und Datierung
Der 29. April ist der Geburtstag des Shōwa-Kaisers Hirohito. Zu Lebzeiten des Kaisers war dieser Tag in Japan ein Nationalfeiertag. In seinem Todesjahr 1989 wurde der Tag in „Tag des Grüns“ umbenannt und als Nationalfeiertag beibehalten. Der neue Name des Feiertags sollte an die Naturverbundenheit des Showa-Kaisers erinnern.
Seit 2007 heißt der 29. April Shōwa-Tag in Gedenken an die Shōwa-Zeit. Der Tag des Grüns wurde auf den 4. Mai verlegt und ist damit nicht mehr der erste, sondern der fünfte Tag der Goldenen Woche. Der 4. Mai war bis 2007 ein Ruhe- und Brückentag (国民の休日, Kokumin no kyūjitsu) zwischen dem Verfassungsgedenktag (Kenpo Kinenbi) am 3. Mai und dem Tag der Kinder (Kodomo no Hi) am 5. Mai.

## Bräuche
Der Tag des Grüns ist ein Tag der Natur und der Umwelt. Japanische Familien unternehmen Ausflüge in die freie Natur oder in Parks, die am 4. Mai freien Eintritt gewähren. Es finden außerdem Sportveranstaltungen und zeremonielle Pflanzungen statt. Der Tag des Grüns dient auch Umweltschützern dazu, Veranstaltungen und Vorträge anzubieten, beispielsweise um der Natur zu danken, die als Nahrungslieferant eine wichtige Rolle spielt.